# Віларіню-даш-Камбаш
Віларіню-даш-Камбаш (порт. Vilarinho das Cambas; МФА: [vi.ɫɐ.ˈɾi.ɲu dɐʃ ˈkɐ̃.bɐʃ]) — парафія в Португалії, у муніципалітеті Віла-Нова-де-Фамалікан. Розташована в північно-західній частині країни, на теренах історичної португальської провінції Дору-Міню. Входить до складу округу Брага. За адміністративним поділом, чинним до 1976 року, терени парафії були складовою провінції Міню. Належить до Бразької архідіоцезії Католицької церкви. Патрон — Ісус Христос. Площа — 8,4106 км². Населення — 1366 ос. (2011). Слабо урбанізований регіон. Густота населення — 162,41 осіб/км²
. Код — 031249.

## Населення
| Кількість мешканців | Кількість мешканців | Кількість мешканців | Кількість мешканців | Кількість мешканців | Кількість мешканців | Кількість мешканців | Кількість мешканців | Кількість мешканців | Кількість мешканців | Кількість мешканців | Кількість мешканців | Кількість мешканців | Кількість мешканців | Кількість мешканців |
| ------------------- | ------------------- | ------------------- | ------------------- | ------------------- | ------------------- | ------------------- | ------------------- | ------------------- | ------------------- | ------------------- | ------------------- | ------------------- | ------------------- | ------------------- |
| 1864                | 1878                | 1890                | 1900                | 1911                | 1920                | 1930                | 1940                | 1950                | 1960                | 1970                | 1981                | 1991                | 2001                | 2011                |
| 324                 | 317                 | 389                 | 374                 | 386                 | 402                 | 478                 | 637                 | 599                 | 701                 | 707                 | 969                 | 1 184               | 1 319               | 1 366               |